# جيمي روبرتسون (لاعب كرة قدم بريطاني)
جيمي روبرتسون (بالإنجليزية: Jimmy Robertson)‏ (1910 في المملكة المتحدة - ) هو لاعب كرة قدم بريطاني في مركز الهجوم. شارك مع منتخب اسكتلندا لكرة القدم. أما مع النوادي، فقد لعب مع برمنغهام سيتي ونادي دندي ونادي كيلمارنوك وLochee United F.C. ‏.

## وصلات خارجية
- جيمي روبرتسون (لاعب كرة قدم بريطاني) على موقع الاتحاد الإسكتلندي (الإنجليزية)